# 科拉卡
科拉卡（Kolaka）是印度尼西亚东南苏拉威西省的一个城镇，是科拉卡县的县治所在，位于苏拉威西岛东南半岛西部，西邻波尼湾。2010年统计，科拉卡所在的科拉卡区（Kecamatan Kolaka）共有36,147人。桑吉亚·尼班德拉机场在科拉卡以南40公里的波尼湾岸边。

## 资料来源
1. ↑  Biro Pusat Statistik, Jakarta, 2011.